# Принцеса (фільм, 2014)
«Принцеса» (англ. Princess) — ізраїльський драматичний фільм, знятий Талі Шалом-Езером. Світова прем'єра стрічки відбулась 14 липня 2014 на Єрусалимському кінофестивалі. Також фільм брав участь в головному конкурсі 45-го Київського міжнародного кінофестивалю «Молодість» та отримав Гран-прі фестивалю «Скіфський олень».

## У ролях
- Шира Гаас — Адар
- Керен Мор — Алма
- Орі Феффер — Майкл
- Адар Зохар-Ганец — Алан

## Визнання
| Нагороди та номінації фільму «Принцеса» | Нагороди та номінації фільму «Принцеса»         | Нагороди та номінації фільму «Принцеса» | Нагороди та номінації фільму «Принцеса» | Нагороди та номінації фільму «Принцеса» | Нагороди та номінації фільму «Принцеса» |
| Рік                                     | Кінопремія / Кінофестиваль                      | Категорія / Нагорода                    | Номінант                                | Результат                               |                                         |
| --------------------------------------- | ----------------------------------------------- | --------------------------------------- | --------------------------------------- | --------------------------------------- | --------------------------------------- |
| 2014                                    | Кінопремія Ізраїлю                              | Найкраща акторка                        | Шіра Хаас                               | Номінація                               |                                         |
| 2014                                    | Кінопремія Ізраїлю                              | Найкращий кастинг                       | Естер Клінг                             | Номінація                               |                                         |
| 2014                                    | Кінопремія Ізраїлю                              | Найкраща музика                         | Ішай Адар                               | Номінація                               |                                         |
| 2014                                    | Єрусалимський кінофестиваль                     | Найкращий ізраїльський фільм            | «Принцеса»                              | Перемога                                |                                         |
| 2014                                    | Єрусалимський кінофестиваль                     | Найкраща операторська робота            | Радослав Ладчук                         | Перемога                                |                                         |
| 2014                                    | Єрусалимський кінофестиваль                     | Найкраща музика                         | Ішай Адар                               | Перемога                                |                                         |
| 2015                                    | Міжнародний кінофестиваль у Карлових Варах      | Найкращий фільм                         | «Принцеса»                              | Номінація                               |                                         |
| 2015                                    | Кінофестиваль Peace & Love                      | Найкраща акторка                        | Шіра Хаас                               | Перемога                                |                                         |
| 2015                                    | Кінофестиваль «Санденс»                         | Ґран-прі журі                           | «Принцеса»                              | Номінація                               |                                         |
| 2015                                    | Київський міжнародний кінофестиваль «Молодість» | Ґран-прі «Великий Скіфський олень»      | «Принцеса»                              | Перемога                                |                                         |

## Сюжет
Мама Адар працює, практично не буваючи вдома. А 12-річна дівчинка  та її вітчим підводять  свої рольові ігри до небезпечної межі.  Адар намагається делікатно маневрувати між бурхливими і вогненними стосунками вдома. Вона зустрічає Алана — мрійливого хлопчика,   і приводить його в сім'ю. Алан веде Адар через темну подорож між дитинством і юністю, реальністю і фантазією, які назавжди змінять правила гри в домі Адар.

## Виробництво
Фільми, які надихнули Езера на створення фільму, включають "Криваві серпи" та "Персона". Зоар-Ганець ніколи не знімався до своєї ролі у фільмі, на яку він погодився після того, як Талі Шалом-Езер пройшла повз нього на вулиці і наполягла на тому, щоб він взявся за неї. Фільм отримав фінансування від Фонду Рабиновича в Ізраїлі. 